# Tarthorst
Tarthorst is mogelijk een verdwenen kasteel en latere boerderij, maar ook de naam van een straat en wijk in de gemeente Wageningen, in de Nederlandse provincie Gelderland.

## Achtergrond

### Kasteel en boerderij

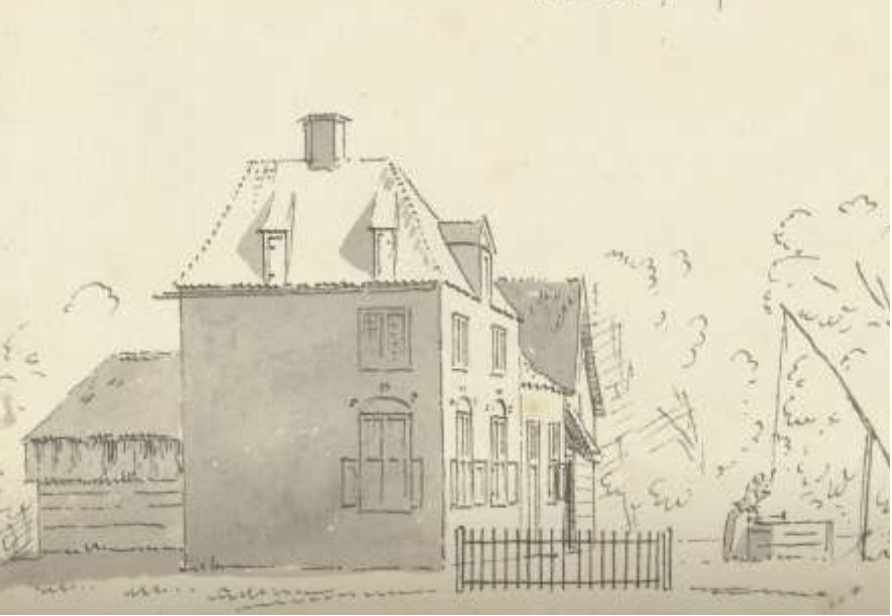
Tarthorst in 1731 door Abraham de Haen (collectie Rijksmuseum Amsterdam

De naam refereert aan een voormalig kasteel dat op of rond deze locatie zou hebben gestaan. Dit kasteel werd gebouwd door de Graaf van Gelre om zich te verdedigen tegen troepen van het Sticht Utrecht van het kasteel Ter Horst in Rhenen.
Later was sprake van een boerderij Tarthorst, die in 1969 werd afgebroken. Op een tekening door Abraham de Haen uit 1731 is een aanzienlijke boerderij te zien. Het gebouw op die tekening is later onherkenbaar verbouwd. In 1832 kocht de familie Breunissen dit pand van de familie Van Bylandt die het had gekocht in 1771.
Voor de bouw van de woonwijk Tarthorst werd in 1969 kleinschalig (archeologisch) onderzoek uitgevoerd. Toen ontdekte men dat een muur van de boerderij extra zwaar was. Daaruit werd de conclusie getrokken dat de boerderij oorspronkelijk misschien een grote vierkante ruimte was, opgetrokken met dikke muren, waar later bijgebouwen tegenaan werden geplaatst. Onder de vloer werd een plavuizenvloer aangetroffen.

### Woonwijk
De huidige wijk Tarthorst werd begin jaren '70 van de 20e eeuw gebouwd. Uit deze tijd (1973) dateert ook wijkcentrum "Vredehorst", gebouwd als Nederlands-Hervormde kerk, tegenwoordig PKN-kerk. Ook kent Tarthorst twee basisscholen, een winkelcentrum, een wooncentrum van zorgorganisatie Zideris en een sportzaal.
De woningen, voor het merendeel om hofjes/woonerven gebouwd, worden door een kronkelende ringweg-met-snelheidsremmers (max. 30 km/u) bereikbaar gemaakt. 
Aan de buitenzijde van de wijk hebben de woningen oneven nummers (Tarthorst 1-1223), oplopend 'met de klok mee'. De woningen met even nummers (Tarthorst 2-286) liggen in het midden van Tarthorst en dit wijkdeel wordt 'de Molenwieken' genoemd, want de woningen zijn gesitueerd in rijen haaks op elkaar, zoals de (4) wieken van 2 molens.
De wijk kent 2 hoofdin-/uitgangen voor alle verkeer en voetgangers (bij Churchillweg, aan oostzijde, respectievelijk Kennedyweg, aan zuidzijde), een in-/uitgang via woonerf (bij Churchillweg, tegenover in-uitgang Roghorst) en 2 in-/uitgangen voor voetgangers en fietsers, namelijk een brug (bij Rooseveltweg, aan westzijde) en een pad door de geluidswal (bij Nijenoord Allee, aan noordzijde).
Naast bomen is er niet veel groen in de wijk aanwezig, afgezien van enkele smalle groenstroken en een watergang langs de wijk, die de wijk afschermen van de doorgaande wegen om Tarthorst heen. Dit is in overeenstemming met de zogeheten Forumgedachte, een stroming die in de jaren '70 gangbaar was onder planologen. Dergelijke compacte woonwijken worden ook "bloemkoolwijk" genoemd.
Aalst · Aardenburg · Acquoy · Aerdt · Agistaldaburg · Ahof · Aldenhaag · Aller · Ambe · Ammersoyen · Ampsen · Andelst · Angeroyen · Appelburg · Appelse walburg · Appeltern · Arler · Baak · Babberich · Baer · Baerle · Bakerbosch · Balgoij · Barlham · Batenburg · Beek · Beerenclaauw · Bemmel · Bevervoorde · Bergh · Biljoen · Bingerden · Blankenborg (Laren) · Blankenborg · Blauwe Huis · Blokhuis (Ravenswaaij) · Boelenham · Boetselaersborg · Borculo · Boswaai · Brakel · Den Brakel · Den Bramel · Bredevoort · Broekhuizen · Bronkhorst · Bruchem · Bruinhorst · Brunsberg · Bulkestein · Bunswaard · Burcht van Tiel · Buren · De Buurse · Byland · Byvanck · Caetshage · Camphuysen · De Cannenburch · de Cloese · Coldenhove · Culemborg · Dedinckweerd · Delwijnen · Didam · Diepenbroek · Hof te Dieren · Huis Dijck · Dikke Tinne · Doddendaal · Dodewaard · Doornenburg · Doornik · Doorwerth · Dooyenburg · Dorth · Doseburg · Drakenburg · Dreumel · Druten · Duivelshuis · Eerbeek · De Ehze · Elburg · Eldrik · Emmerik · Engelenburg · Groot Engelenburg · Engelrode · Enghuizen · Enspijk · De Essenburgh · Essenpas · Est · Fokkinck · Gameren · Geerestein · Geldermalsen · De Gelderse Toren · Geldersweerd · Gellicum · Gendt · Gennepestein · Glindhorst · Goudenstein · ‘s-Grevenhoef · Groot Hell · Groenlo · Groesbeek · Huis te Groesbeek · Grunsfoort · Gulden Spijker · Hackfort · Hackforts Veenhuis · Hagen · Hagevoort · Hamerden · Hanepol · Harreveld · Harslo · Hassink · Het Haveke · Hedel · Heeckeren · De Heegh · Hees · De Heest · Hellouw · Hemmen · Hernen · Motte van Hernen · Heumen · Heusden · Hoekelum · Hoekenburg · De Hoeve · De Hof · Hof d'Ooy · Hof van Arkel · Huis het Holt · Holthuis · Het Holtslag · Ter Horst · Houberg · St. Hubertus · Huissen · Hulhuizen · Hulkestein · Hulsen · Hunneschans bij De Duno · Hunneschans bij Uddel · Jonker Bloo · 't Joppe · De Kamp · Karssenberg · Kemnade · Keppel · Kermestein · Kernhem · Kervel · Kiefskamp · De Kinkelenburg · Klein Enghuizen · Kleverburg · Kortenhoeve · Laag Helbergen · Lakenburg · Landfort · Langen · Latenstein · De Lathmer · Lathum · Ter Lede · Leegpoel · Leemcuyl · Leeuwen · Leeuwenbergh · Lensenburg · Lent · Leur · Leuvenum · Leyenburg · Lichtenvoorde · Lievenstein · Loenen · Loevestein · Loil · Loowaard · Luynhorst · Hof te Maasbommel · Magerhorst · Malburgen · Malderburcht · Malsen · Manhorst · Marhulsen · De Marsch · Marveld · Mathena · Maurik · Medel · Medestein · 't Medler · Meinerswijk · De Mellard · Mensink · Mergelp · Meteren · 't Meyerink · Middachten · Millingen · Mussenberg · Nagelhorst · Nederhagen · Nederhemert · Neerijnen · Huis Neerijnen · De Nesch · Nettelhorst · Nieuwe Blokhuis ·  Nijburg · Nijenbeek · Old Putten · Notenstein · Nye Huis · Olde Spijker · Oldenaller · Oldenhof (Driel) · Oldenhof (Heteren) · De Ooij · Oolde · Oud Oolde · Oosterhout · Ophemert · Opijnen · Oud Ampsen · Oude Blokhuis · Het Oude Loo · Oude Voorst · Oudenborch · Oud-Wisch · Huis te Overasselt · Overeng · Overhagen · Overlaar · 't Oye · Palmestein · De Parck · Persingen · Plekenpol · Ploen · Pluimenburg · Poederoijen · Poelwijck · Poelwijk · De Pol (Dreumel) · Huis de Poll (Huis te Gietelo) · De Poll (Huissen) · Pollenbering · Pollenstein · Puttenstein · Het Raasink · Ravenhorst · De Rees · Ressen · Reuversweerd · Reygersfoort · Rhijnestein · Huis Rijswijk · Rode Toren · Roode Wald · Rosande · Rosendael · Rossum · Rumpt · Ruurlo · Rijsselt · Schadewijk · Schaffelaar · Scherpenzeel · Schoonbroek · Schoonderbeek · Schoonenburg · Schuilenburg · Schuilkerke · Hof te Seelbeek · Sevenaer I · Sevenaer II · Sinderen (Oude IJsselstreek) · Sinderen (Voorst) · Slangenburg · Sleeburg · Slimsijp · De Snor · Soelen · Spaansweerd · Spaldorp · Spijk · Staverden · Sterkenburg · Swanepol · Tarthorst · Teisterbant (Kerk-Avezaath) · Teisterbant (Kerkdriel) · Ter Dicke · Tolhuis · Tolhuis (Tiel) · Tollenburg · Tongerlo · Toren van Wely · Tuil · Ubbergen · Uilenburg (Ewijk) · Uilenburg (Heteren) · Ulenpas · Ulft · Upladen · Valburg · Valkhofburcht · Valkhofpalts · Vanenburg · Varik · Hof te Varsseveld · 't Velde · Velhorst · Verwolde · Vierakker · De Voorst · Voorstonden · Vorden · Vosbergen · Vredenburg · Vredestein (Driel) · Vredestein (Ravenswaaij) · Vuren · Waardenburg · Waddestein · Wadenoijen · Waede · Wageningen · Walfort · 't Waliën · De Wardt · Watergoor · Watermeerwijk · Wayenstein (Huis te Herwijnen) · Well (Huis van Malsen) · Weijenrade · Westenburg · Westerholt · Weurt · De Wiersse · Wijenburg (Echteld) · De Wildenborch · De Wildt · Wilp · Wilperhorst · Winssen · Wisch · Wychen · Wolfswaard · Woolbeek · Yrst · IJzendoorn · Zeeland · Zilveren Spijker · Zuilichem · Zwaluwenburg · Zwanenburg (Heerde) · Zwanenburg (Megchelen)